# Arm & Hammer

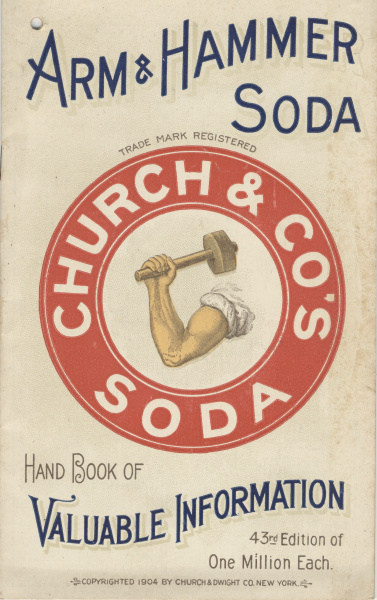
Лого бренду Arm & Hammer на торговій картці

Arm & Hammer — бренд споживчих товарів на основі харчової соди, що продається компанією Church & Dwight, великим американським виробником товарів для дому. На логотипі бренду зображено стародавній символ м'язистої руки, що тримає молоток, всередині червоного кола з назвою та слоганом бренду. Спочатку бренд асоціювався виключно з харчовою та пральною содою, але в 1970-х роках компанія почала поширювати його на інші продукти, використовуючи харчову соду як дезодоруючий інгредієнт. Серед нових продуктів були зубна паста, пральний порошок, дезодорант для пахв і котячий наповнювач.

## Історія

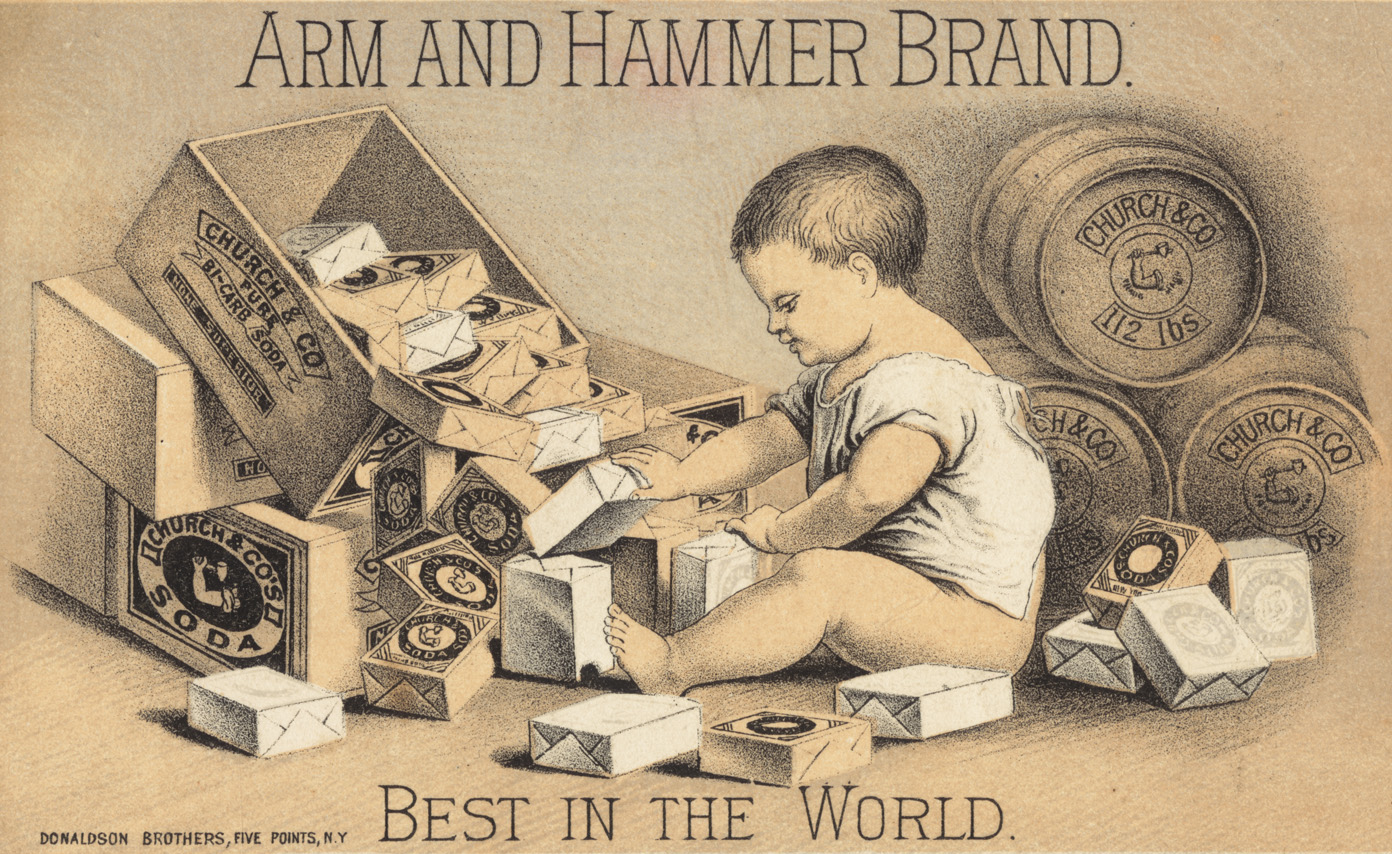
Торгова картка Arm and Hammer 1870-х років із логотипом

### Назва та логотип
Початкове використання логотипу Arm & Hammer датується 1860-ми роками. Джеймс А. Черч, син доктора Остіна Черча, керував бізнесом спецій, відомим як Vulcan Spice Mills. За словами компанії, логотип Arm and Hammer представляє Вулкана, римського бога вогню та металообробки.
Часто стверджують, що назва бренду належить магнату Арманду Хаммеру, проте бренд Arm & Hammer використовувався за 31 рік до народження Хаммера. Хаммера так часто запитували про бренд Church & Dwight, що він спробував купити компанію. Хоча це не вдалося, Occidental Petroleum Хаммера придбала достатню кількість акцій, щоб він міг приєднатися до ради директорів Church & Dwight у 1986 році. Хаммер залишався одним із власників Arm & Hammer до своєї смерті у 1990 році.

### Харчова сода
Компанія Arm&Hammer розпочала свою діяльність як John Dwight and Company у 1846 році, коли Джон Дуайт та Остін Черч використовували бікарбонат натрію на своїй кухні. Раніше вони наносили торгову марку Cow Brand на свою харчову соду. У 1886 році Остін вийшов на пенсію, а двом його синам вдалося успішно продати соду Arm&Hammer Baking Soda під назвою Church and Co як конкуруючу компанію компанії John Dwight Company, яка продовжувала продавати соду під брендом Cow Brand. В результаті злиття цих двох компаній утворилася компанія Church & Dwight Company.

### Контроль запаху
У 1972 році компанія Arm & Hammer запустила рекламну кампанію, яка просувала ідею, що коробка з харчовою содою в холодильнику може контролювати запахи. Ця кампанія вважається класикою маркетингу, яка призвела до того, що вже через рік більше половини американських холодильників містили коробку з харчовою содою.
Відтоді це твердження часто повторювалося. Однак існує мало доказів того, що вона ефективна в цьому застосуванні. Arm & Hammer також стверджує, що коробку потрібно замінювати щомісяця.

## Armex
У 1986 році компанія Arm & Hammer створила бренд Armex — лінійку содових речовин для піскоструменевого обдування, які спочатку використовувалися для консервації та реставрації Статуї Свободи.

## Галерея

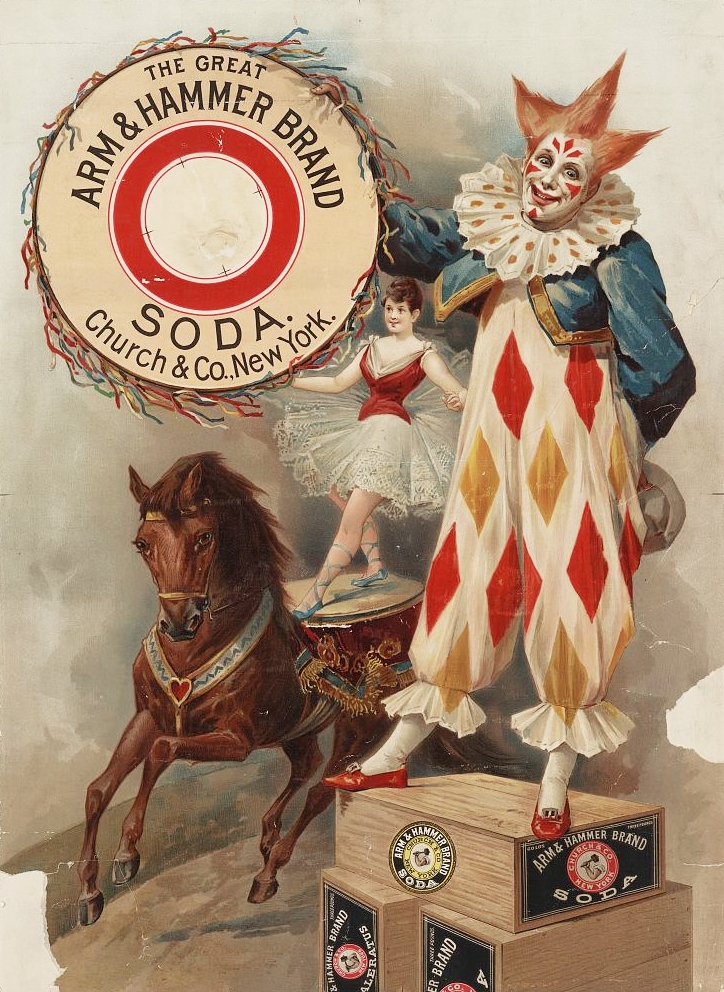
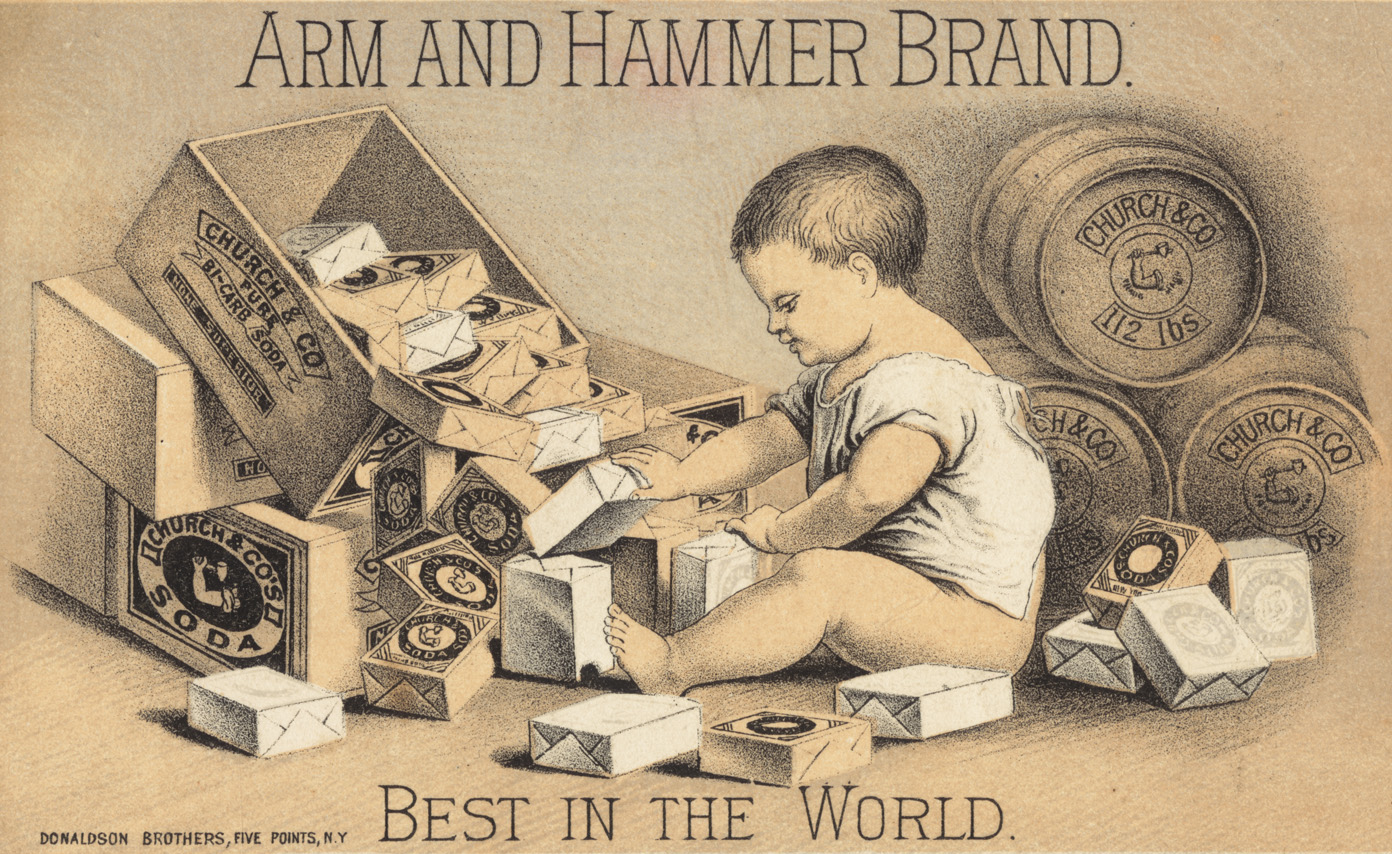
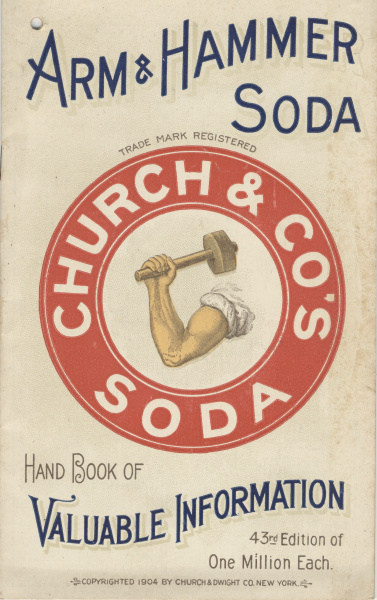
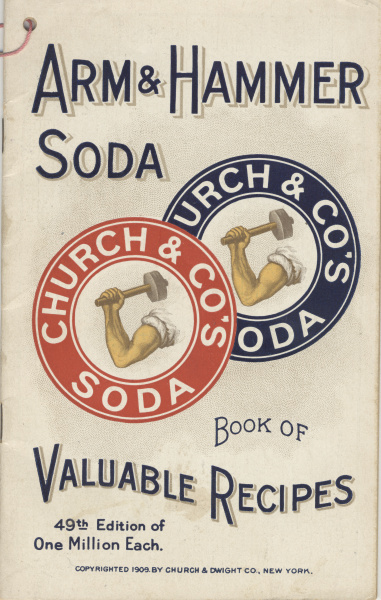